# Wereldbeker shorttrack 2015/2016
De wereldbeker shorttrack 2015/2016 (officieel: ISU Short Track Speed Skating World Cup 2015-16) is een door de Internationale Schaatsunie georganiseerde shorttrackcompetitie. De cyclus begon op 30 oktober 2015 in Montreal (Canada) en eindigde op 14 februari 2016 in Dordrecht.

## Kalender

### Mannen

#### Montreal30 oktober – 1 november 2015
| Datum                           | Plaats                | Afstand               | Winnaar                                       | Tweede                                                                  | Derde                                                              | Bron |
| 1 november 2015                 | Maurice Richard Arena | 500 m                 | Wu Dajing                                     | Charle Cournoyer                                                        | Park Se-yeong                                                      |      |
| 31 oktober 2015 1 november 2015 | Maurice Richard Arena | 1000 m (1) 1000 m (2) | Han Tianyu Charles Hamelin                    | Shi Jingnan Samuel Girard                                               | Artem Kozlov Semjon Jelistratov                                    |      |
| 31 oktober 2015                 | Maurice Richard Arena | 1500 m                | Kwak Yoon-gy                                  | Sjinkie Knegt                                                           | Xu Fu                                                              |      |
| 1 november 2015                 | Maurice Richard Arena | 5000 m aflossing      | China Shi Jingnan Chen Guang Han Tianyu Xu Fu | Nederland Freek van der Wart Daan Breeuwsma Sjinkie Knegt Leon Bloemhof | Hongarije Csaba Burján Viktor Knoch Sándor Liu Shaolin Shaoang Liu |      |

#### Toronto6–8 november 2015
| Datum                           | Plaats            | Afstand             | Winnaar                                                             | Tweede                                                      | Derde                                             | Bron |
| 6 november 2015 7 november 2015 | MasterCard Centre | 500 m (1) 500 m (2) | Samuel Girard Charles Hamelin                                       | Alexander Fathoullin Sándor Liu Shaolin                     | Sébastien Lepape Viktor Knoch                     |      |
| 6 november 2015                 | MasterCard Centre | 1000 m              | Charle Cournoyer                                                    | Seo Yi-ra                                                   | Kwak Yoon-gy                                      |      |
| 6 november 2015                 | MasterCard Centre | 1500 m              | Kwak Yoon-gy                                                        | Sjinkie Knegt                                               | Francois Hamelin                                  |      |
| 6 november 2015                 | MasterCard Centre | 5000 m aflossing    | Canada Charle Cournoyer Samuel Girard Charles Hamelin Patrick Duffy | Zuid-Korea Park Se-yeong Park Ji-won Kwak Yoon-gy Seo Yi-ra | China Shi Jingnan Wu Dajing Chen Guang Han Tianyu |      |

#### Nagoya4–6 december 2015
| Datum           | Plaats              | Afstand          | Winnaar                                                                 | Tweede                                         | Derde                                                                  | Bron |
| 5 december 2015 | Nippon Gaishi Arena | 500 m            | Charles Hamelin Francois Hamelin                                        | Kwak Yoon-gy Artem Kozlov                      | Francois Hamelin Chen Guang                                            |      |
| 5 december 2015 | Nippon Gaishi Arena | 1000 m           | Semjon Jelistratov                                                      | Sándor Liu Shaolin                             | Freek van der Wart                                                     |      |
| 5 december 2015 | Nippon Gaishi Arena | 1500 m           | Sjinkie Knegt                                                           | Semjon Jelistratov                             | Park Ji-won                                                            |      |
| 6 december 2015 | Nippon Gaishi Arena | 5000 m aflossing | Nederland Freek van der Wart Daan Breeuwsma Sjinkie Knegt Dennis Visser | China Shi Jingnan Chen Guang Han Tianyu Ma Wei | Canada Charle Cournoyer Patrick Duffy Charles Hamelin François Hamelin |      |

#### Shanghai11–13 december 2015
| Datum                             | Plaats                          | Afstand               | Winnaar                                                            | Tweede                                                                 | Derde                                                               | Bron |
| 13 december 2015                  | Shanghai Oriental Sports Center | 500 m                 | Wu Dajing                                                          | Sjinkie Knegt                                                          | Samuel Girard                                                       |      |
| 12 december 2015                  | Shanghai Oriental Sports Center | 1000 m                | Kwak Yoon-gy                                                       | Charle Cournoyer                                                       | Semjon Jelistratov                                                  |      |
| 12 december 2015 13 december 2015 | Shanghai Oriental Sports Center | 1500 m (1) 1500 m (2) | Charles Hamelin Ren Ziwei                                          | Sjinkie Knegt Park Ji-won                                              | Park Se-yeong Kwak Yoon-gy                                          |      |
| 13 december 2015                  | Shanghai Oriental Sports Center | 5000 m aflossing      | Hongarije Csaba Burján Viktor Knoch Shaoang Liu Sándor Liu Shaolin | Italië Andrea Cassinelli Tommaso Dotti Nicola Rodigari Yuri Confortola | Canada Patrick Duffy Samuel Girard Charles Hamelin Charle Cournoyer |      |

#### Dresden5–7 februari 2016
| Datum           | Plaats               | Afstand               | Winnaar               | Tweede                             | Derde                      | Bron |
| 7 February 2016 | EnergieVerbund Arena | 500 m                 | Charles Hamelin       | Semjon Jelistratov                 | Dmitry Migunov             |      |
| 7 February 2016 | EnergieVerbund Arena | 1000 m                | Charles Hamelin       | Semjon Jelistratov                 | Charle Cournoyer           |      |
| 7 February 2016 | EnergieVerbund Arena | 1500 m (1) 1500 m (2) | Park Ji-won Seo Yi-ra | Park Se-yeong Alexander Fathoullin | Sjinkie Knegt Kwak Yoon-gy |      |
| 7 February 2016 | EnergieVerbund Arena | 5000 m aflossing      | Rusland               | Canada                             | Verenigde Staten           |      |

#### Dordrecht12–14 februari 2016
| Datum            | Plaats                   | Afstand               | Winnaar                        | Tweede                         | Derde                            | Bron |
| 14 February 2016 | Sportboulevard Dordrecht | 500 m                 | Dmitry Migunov                 | Paul Stanley                   | Kwak Yoon-gy                     |      |
| 14 February 2016 | Sportboulevard Dordrecht | 1000 m (1) 1000 m (2) | Park Se-yeong Charle Cournoyer | Sándor Liu Shaolin Park Ji-won | Kim Chun-koon Semjon Jelistratov |      |
| 14 February 2016 | Sportboulevard Dordrecht | 1500 m                | Vladislav Bykanov              | Kwak Yoon-gy                   | Lee Jung-Su                      |      |
| 14 February 2016 | Sportboulevard Dordrecht | 5000 m aflossing      | Rusland                        | Nederland                      | Canada                           |      |

### Vrouwen

#### Montreal30 oktober – 1 november 2015
| Datum                           | Plaats                | Afstand               | Winnaar                                                        | Tweede                                                                      | Derde                                                                                 | Bron |
| 1 november 2015                 | Maurice Richard Arena | 500 m                 | Marianne St-Gelais                                             | Natalia Maliszewska                                                         | Sofia Prosvirnova                                                                     |      |
| 31 oktober 2015 1 november 2015 | Maurice Richard Arena | 1000 m (1) 1000 m (2) | Choi Min-jeong Shim Suk-hee                                    | Marianne St-Gelais Choi Min-jeong                                           | Fan Kexin Tao Jiaying                                                                 |      |
| 31 oktober 2015                 | Maurice Richard Arena | 1500 m                | Shim Suk-hee                                                   | Kim Boutin                                                                  | Anna Seidel                                                                           |      |
| 1 november 2015                 | Maurice Richard Arena | 3000 m aflossing      | Zuid-Korea Choi Min-jeong Kim A-lang Lee Eun-byul Shim Suk-hee | Canada Jamie MacDonald Valérie Maltais Marianne St-Gelais Kasandra Bradette | Rusland Emina Malagich Sofia Prosvirnova Ekaterina Strelkova Jekaterina Konstantinova |      |

#### Toronto6–8 november 2015
| Datum                           | Plaats            | Afstand             | Winnaar                                                      | Tweede                                           | Derde                                                                                | Bron |
| 6 november 2015 7 november 2015 | MasterCard Centre | 500 m (1) 500 m (2) | Elise Christie Choi Min-jeong                                | Lara van Ruijven Marianne St-Gelais              | Fan Kexin Han Yutong                                                                 |      |
| 6 november 2015                 | MasterCard Centre | 1000 m              | Shim Suk-hee                                                 | Elise Christie                                   | Valérie Maltais                                                                      |      |
| 6 november 2015                 | MasterCard Centre | 1500 m              | Choi Min-jeong                                               | Shim Suk-hee                                     | Marianne St-Gelais                                                                   |      |
| 6 november 2015                 | MasterCard Centre | 3000 m aflossing    | Zuid-Korea Shim Suk-hee Choi Min-jeong Kim A-lang Noh Do-hee | China Fan Kexin Zang Yize Tao Jiaying Han Yutong | Rusland Tatiana Borodulina Jekaterina Konstantinova Sofia Prosvirnova Emina Malagich |      |

#### Nagoya4–6 december 2015
| Datum           | Plaats              | Afstand             | Winnaar                                                      | Tweede                                       | Derde                                                                      | Bron |
| 5 december 2015 | Nippon Gaishi Arena | 500 m (1) 500 m (2) | Fan Kexin                                                    | Elise Christie Anna Seidel                   | Marianne St-Gelais Audrey Phaneuf                                          |      |
| 5 december 2015 | Nippon Gaishi Arena | 1000 m              | Choi Min-jeong                                               | Marianne St-Gelais                           | Kim A-lang                                                                 |      |
| 5 december 2015 | Nippon Gaishi Arena | 1500 m              | Choi Min-jeong                                               | Shim Suk-hee                                 | Noh Do-hee                                                                 |      |
| 6 december 2015 | Nippon Gaishi Arena | 3000 m aflossing    | Zuid-Korea Shim Suk-hee Choi Min-jeong Kim A-lang Noh Do-hee | China Fan Kexin Zang Yize Yin Qi Tao Jiaying | Canada Audrey Phaneuf Kasandra Bradette Valérie Maltais Marianne St-Gelais |      |

#### Shanghai11–13 december 2015
| Datum                             | Plaats                          | Afstand               | Winnaar                                                      | Tweede                                                                     | Derde                                                                         | Bron        |
| 13 december 2015                  | Shanghai Oriental Sports Center | 500 m                 | Fan Kexin                                                    | Marianne St-Gelais                                                         | Qu Chunyu                                                                     |             |
| 12 december 2015                  | Shanghai Oriental Sports Center | 1000 m                | Valérie Maltais                                              | Suzanne Schulting                                                          | Shim Suk-hee                                                                  |             |
| 12 december 2015 13 december 2015 | Shanghai Oriental Sports Center | 1500 m (1) 1500 m (2) | Choi Min-jeong Shim Suk-hee                                  | Tao Jiaying Valérie Maltais                                                | Charlotte Gilmartin Kim A-lang                                                | [dode link] |
| 13 december 2015                  | Shanghai Oriental Sports Center | 3000 m aflossing      | Zuid-Korea Noh Do-hee Choi Min-jeong Kim A-lang Shim Suk-hee | Canada Audrey Phaneuf Kasandra Bradette Valérie Maltais Marianne St-Gelais | Nederland Suzanne Schulting Rianne de Vries Yara van Kerkhof Lara van Ruijven |             |

#### Dresden5–7 februari 2016
| Datum           | Plaats               | Afstand               | Winnaar                       | Tweede                    | Derde            | Bron        |
| 7 February 2016 | EnergieVerbund Arena | 500 m                 | Marianne St-Gelais            | Elise Christie            | Lara van Ruijven | [dode link] |
| 7 February 2016 | EnergieVerbund Arena | 1000 m                | Marianne St-Gelais            | Tao Jiaying               | Petra Jaszapati  |             |
| 7 February 2016 | EnergieVerbund Arena | 1500 m (1) 1500 m (2) | Elise Christie Choi Min-jeong | Choi Min-jeong Noh Do-hee | Kim A-lang       |             |
| 7 February 2016 | EnergieVerbund Arena | 5000 m aflossing      | Italië                        | Hongarije                 | Japan            |             |

#### Dordrecht12–14 februari 2016
| Datum            | Plaats                   | Afstand               | Winnaar                   | Tweede                         | Derde                       | Bron |
| 14 February 2016 | Sportboulevard Dordrecht | 500 m                 | Elise Christie            | Choi Min-jeong                 | Marianne St-Gelais          |      |
| 14 February 2016 | Sportboulevard Dordrecht | 1000 m (1) 1000 m (2) | Elise Christie Noh Do-hee | Choi Min-jeong Valérie Maltais | Jamie Macdonald Tao Jiaying |      |
| 14 February 2016 | Sportboulevard Dordrecht | 1500 m                | Marianne St-Gelais        | Guo Yihan                      | Suzanne Schulting           |      |
| 14 February 2016 | Sportboulevard Dordrecht | 5000 m aflossing      | Italië                    | Rusland                        | Frankrijk                   |      |

## Eindstanden

### 500 meter mannen
Na 8 van 8 evenementen
| Pos | Naam             | Punten |
| --- | ---------------- | ------ |
| 1.  | Dmitri Migoenov  | 31810  |
| 2.  | Charles Hamelin  | 30342  |
| 3.  | Samuel Girard    | 25616  |
| 4.  | Wu Dajing        | 23280  |
| 5.  | François Hamelin | 20100  |

### 1000 meter mannen
Na 8 van 8 evenementen
| Pos | Naam               | Punten |
| --- | ------------------ | ------ |
| 1.  | Semjon Jelistratov | 37200  |
| 2.  | Charle Cournoyer   | 34599  |
| 3.  | Charles Hamelin    | 25120  |
| 4.  | Sándor Liu Shaolin | 17678  |
| 5.  | Kwak Yoon-gy       | 16415  |

### 1500 meter mannen
Na 8 van 8 evenementen
| Pos | Naam             | Punten |
| --- | ---------------- | ------ |
| 1.  | Kwak Yoon-gy     | 45920  |
| 2.  | Sjinkie Knegt    | 43677  |
| 3.  | Park Ji-won      | 30593  |
| 4.  | Charles Hamelin  | 17311  |
| 5.  | François Hamelin | 13457  |

### 5000 meter aflossing mannen
Na 6 van 6 evenementen
| Pos | Naam      | Punten |
| --- | --------- | ------ |
| 1.  | Canada    | 30800  |
| 2.  | Nederland | 30096  |
| 3.  | China     | 29520  |
| 4.  | Rusland   | 27373  |
| 5.  | Hongarije | 25616  |

### Mannen overall
Na 6 van 6 evenementen
| Pos | Naam       | Punten |
| --- | ---------- | ------ |
| 1   | Canada     | 52400  |
| 2   | Zuid-Korea | 43920  |
| 3   | Rusland    | 34893  |
| 4   | China      | 32493  |
| 5   | Nederland  | 27452  |

### 500 meter vrouwen
Na 8 van 8 evenementen
| Pos | Naam               | Punten |
| --- | ------------------ | ------ |
| 1.  | Marianne St-Gelais | 48800  |
| 2.  | Elise Christie     | 45216  |
| 3.  | Fan Kexin          | 43198  |
| 4.  | Lara van Ruijven   | 24138  |
| 5.  | Choi Min-jeong     | 23120  |

### 1000 meter vrouwen
Na 8 van 8 evenementen
| Pos | Naam               | Punten |
| --- | ------------------ | ------ |
| 1.  | Choi Min-jeong     | 36000  |
| 2.  | Valérie Maltais    | 29019  |
| 3.  | Shim Suk-hee       | 26400  |
| 4.  | Marianne St-Gelais | 26000  |
| 5.  | Tao Jiaying        | 25970  |

### 1500 meter vrouwen
Na 8 van 8 evenementen
| Pos | Naam               | Punten |
| --- | ------------------ | ------ |
| 1.  | Choi Min-jeong     | 48000  |
| 2.  | Shim Suk-hee       | 36000  |
| 3.  | Noh Do-hee         | 23020  |
| 4.  | Valérie Maltais    | 21900  |
| 5.  | Marianne St-Gelais | 19677  |

### 3000 meter aflossing vrouwen
Na 6 van 6 evenementen
| Pos | Naam       | Punten |
| --- | ---------- | ------ |
| 1.  | Zuid-Korea | 40000  |
| 2.  | Canada     | 27520  |
| 3.  | China      | 26240  |
| 4.  | Rusland    | 25920  |
| 5.  | Italië     | 25242  |

### Vrouwen overall
Na 6 van 6 evenementen
| Pos | Naam       | Punten |
| --- | ---------- | ------ |
| 1   | Zuid-Korea | 54400  |
| 2   | Canada     | 47200  |
| 3   | China      | 44900  |
| 4   | Nederland  | 24830  |
| 5   | Rusland    | 21912  |